# Jacinto Regino Pachano
Jacinto Regino Pachano (La Vela de Coro, estado Falcón,  Venezuela, 22 de abril de 1835-Caracas, Venezuela, 17 de julio de 1903) fue un militar, escritor y político venezolano. Hijo de Regino Pachano y de Ignacia Muñoz y Morillo. Era inspector de la Casa de la Moneda de Caracas, durante el gobierno del general Antonio Guzmán Blanco. Se atribuye su origen a la exclamación que lanzó el presidente cuando le mostró la moneda y dijo: «¡Que bello, Pachano!».

## Inicios
Su padre muere en un tiroteo entre conservadores y liberales en 1844 mientras el joven Jacinto cursa sus estudios en el Colegio Nacional de Coro. Trasladado a Caracas, es alumno interno del colegio El Salvador del Mundo, dirigido por Juan Vicente González (1852-1854), donde es condiscípulo de Cecilio Acosta y de Marco Antonio Saluzzo. 

## Carrera militar
Abandona las aulas en 1854 para ingresar al ejército nacional. Durante la Guerra Federal bajo las órdenes del general Juan Crisóstomo Falcón, para entonces comandante de armas de la provincia de Coro, participa en las acciones de Salineta y Coduto (julio de 1854), durante la campaña de pacificación de los levantamientos antimonaguistas. Retorna a las aulas (1854-1857), para reunirse nuevamente con Falcón durante los combates ocurridos en Barquisimeto, a raíz de la Revolución de Marzo de 1858. 
Acompaña a Falcón al destierro en Curazao (1858-1859) y asiste al desembarco de Palmasola (julio de 1859), así como a las batallas de Santa Inés y Coplé. Dispersado el ejército federalista después del desastre de Coplé, sigue a Falcón hacia Colombia y las Antillas (1860-1861). Negociador de las fracasadas conferencias de Carabobo entre Páez y Falcón (diciembre de 1861), es acreditado como «agente confidencial» de los federales en Curazao para llevar a cabo la compra de armas (junio de 1862). 
Se encuentra en el desempeño de su misión cuando ocurre la firma del Tratado de Coche el 24 de abril de 1863. Incorporado al séquito del general Antonio Guzmán Blanco durante el viaje de éste a Coro para someter a consideración del general Falcón, el Tratado de Coche. Jacinto Regino Pachano es nombrado secretario de la Misión Diplomática a cargo de Guzmán Blanco ante las cortes de Madrid, París y Londres (agosto-noviembre de 1863). 
Diputado a la Asamblea Federal por los estados Aragua y Coro (1863), vuelve a Europa como secretario de la Legación de Guzmán Blanco ante los gobiernos de Francia y Gran Bretaña (febrero-junio de 1864). Presidente provisional de Coro (junio de 1864), es ascendido a general en jefe y nombrado en la cartera de Interior (noviembre de 1864-febrero de 1865). Encargado interino de las carteras de Fomento e Instrucción Pública (febrero de 1865), es nombrado secretario privado del presidente Falcón (julio de 1865), asume las funciones de ministro de Fomento (octubre de 1865-mayo de 1866) y nuevamente, las de ministro del Interior y Justicia (mayo-septiembre de 1866). 
El 2 de octubre de 1865 contrae matrimonio en Caracas con Isabel de la Plaza. Apadrina la boda el mariscal Juan Crisóstomo Falcón, quien era cuñado de Pachano por haber casado en 1857 con su hermana Luisa Isabel. Interviene como mediador en los disturbios provocados en Aragua que llevan al derrocamiento del presidente del estado, general Pedro Nolasco Arana (julio de 1866), pero debe renunciar. Elegido diputado por el Distrito Federal al Congreso (noviembre de 1866), vuelve a desempeñar la cartera de lo Interior (septiembre de 1867).

## Cargos Obtenidos
Comandante de armas del Distrito Federal (octubre de 1867-1868), se retira a las Antillas al estallar la Revolución Azul y acompaña al mariscal Falcón en el viaje que éste, exiliado, realiza a Europa (junio de 1868-abril de 1870). Regresa a Venezuela, después de la muerte de Falcón (29 de abril de 1870), y es nombrado jefe del Estado Mayor General en Carabobo (junio de 1871). Senador por el estado Falcón (1873-1877), es comisionado por el gobierno del presidente Guzmán Blanco para repatriar a Venezuela, desde Fort de France (Martinica), los restos del mariscal Falcón (1874) y figura como uno de los negociadores del tratado que pone fin al levantamiento del general León Colina (febrero de 1875). 
Ministro de Fomento (1877-1878) durante el gobierno del presidente Francisco Linares Alcántara y jefe del Estado Mayor General del ejército del estado Bolívar, se retira a las Antillas después del triunfo de la Revolución Reivindicadora (1879-1882). Distanciado de los círculos guzmancistas, permanece alejado de la vida política hasta 1886 cuando es nombrado director de la Casa de Moneda de Caracas, tocándole dirigir la primera acuñación de la moneda de Bs. 100/oro, la cual es conocida como «el pachano» (No confundir con la "morocota" que circulaba en Venezuela en la época y era la moneda de 20 dólares en oro, de los Estados Unidos de América y que, incluso llegó a ser acuñada con oro proveniente de Venezuela); Ministro de Fomento (1887) y registrador principal (1888). Preside la comisión que trae de Nueva York los restos de José Antonio Páez en 1888. 
Ministro de Crédito Público (1889), delegado del Ejército Nacional para los estados Falcón y Zulia (1889) y diputado por el primero de estos estados, es nombrado ministro plenipotenciario de Venezuela en Haití y Santo Domingo (enero de 1891). Diputado por el estado Falcón (1891-1892), apoya la Revolución Legalista del general Joaquín Crespo. Registrador principal del Distrito Federal (1895-1896), delegado por Carabobo y vicepresidente de la Asamblea que proclama a Crespo presidente del Gran Partido Liberal (1895), es enviado extraordinario y ministro plenipotenciario de Venezuela en el Brasil (diciembre de 1895). Senador principal por el estado Trujillo y presidente del Senado (febrero de 1899), se desempeña como ministro de Correos y Telégrafos (septiembre de 1899) y luego se une a la Revolución Liberal Restauradora de Cipriano Castro. 
Figura como presidente de la Junta de Compactación Liberal  que proclama la candidatura de Castro a la Presidencia Constitucional de la República (1901), ministro de Relaciones Exteriores (noviembre de 1901-abril de 1902) y presidente de la Alta Corte Federal (abril-junio de 1903).

## Obras
En 1899, aparece publicada en París su Biografía del mariscal Juan Crisóstomo Falcón. Además de su Biografía del mariscal Juan Crisóstomo Falcón, publicó numerosos artículos, folletos y discursos, incluyendo una necrología de Cecilio Acosta y unos ensayos sobre el poeta inglés Lord Byron. Miembro fundador de la Academia Nacional de la Historia (1888), fue director de la misma (1895-1897 y 1901-1903).